# Добрынин, Борис Фёдорович
Борис Фёдорович Добры́нин (14 (26) мая 1885, Минск — 4 сентября 1951, Киев) — советский географ, геоморфолог, доктор географических наук, профессор Московского, Тбилисского и Киевского университета.

## Биография
Окончил (с дипломом I степени) естественное отделение физико-математического факультета Московского университета (1911). Был оставлен при кафедре географии и антропологии для подготовки к профессорскому званию, где работал под руководством Д. Н. Анучина.
С 1916 — приват-доцент, с 1931 — профессор МГУ.
В 1938—1941 — заведующий кафедрой физической географии зарубежных стран.
Одновременно преподавал в качестве ассистента на Московских высших женских курсах (с 1915 г.), в качестве профессора географии — во втором МГУ (1921—1930).
В 1934—1939 — зав. отделом Института географии АН СССР.
В 1942—1950 — зав. кафедрой физического страноведения Тбилисского университета.
В 1950—1951 — зав. кафедрой физической географии Киевского университета.

Умер 4 сентября 1951 г. в Киеве от лимфогранулематоза. Похоронен в Москве на Ваганьковском кладбище (12 уч.).

## Память
В честь Б. Ф. Добрынина названы:
- бухта Добрынина на острове Итуруп (название присвоено не позже 1949 г.)[1];
- гора Добрынина на острове Итуруп (название присвоено не позже 1949 г.)[1];
- гора в Антарктиде (Земля Королевы Мод, 71°42′ ю.ш., 11°47′ в.д., гора открыта и нанесена на карту в 1961 г. Советской Антарктической экспедицией, название присвоено в 1966 г.)[1].

## Работы по физической географии
- География Дагестанской С. С. Республики, Буйнакск, 1926;
- Добрынин Б. Ф., Имшенецкий И. З. Геоморфологические и почвенные районы юго-восточной части Московской области / Ин-т агропочвоведения ВАСХНИЛ. — М., 1931. — 170 с.
- Добрынин Б. Ф. Физическая география СССР: Европейская часть и Кавказ. — М.: Учпедгиз, 1941. — 328 с. — 50 000 экз.
- Добрынин Б. Ф. Физическая география СССР: Европейская часть и Кавказ. — Изд. 2-е. — М.: Учпедгиз, 1948. — 328 с.
- Добрынин Б. Ф. Физическая география Западной Европы. — М.: Учпедгиз, 1948. — 416 с.